# Mondorf (Niederkassel)
Mondorf este o localitate de pe Rin cu 6500 de locuitori ce aparține de orașul Niederkassel. Localitatea este amintită pentru prima oară sub numele de „Munnendor” în anul 795 într-un document istoric  al mănăstirii Casius din Bonn. Așezarea exista deja în timpul francilor. Biserica catolică din Mondorf St. Laurentius este clădită în secolul XVII, pe locul capelei care a fost distrusă în războiul de treizeci de ani. La începutul secolului XX Mondorf este localitatea împletitorilor de coșuri, a muncitorilor zilieri, agricultorilor, pescarilor și matrozilor de pe Rin. Din anii 1970 localitatea devine o atracție turistică fiind loc de acostare a ambacațiunilor sportive și a iahturilor. Sinagoga evreiască din localitate a fost distrusă în poogromul din luna noiembrie 1938.